# Manuel Portela Valladares

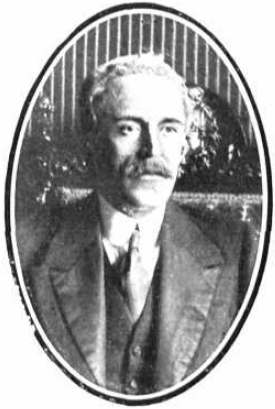
Manuel Portela Valladares

Manuel Portela Valladares (Pontevedra, 1868 - Bandol, 1952) was een Spaans politicus. Portela Valladares was een rijke aristocraat en jurist. Hij was een invloedrijk lid van de Partido Liberal. Van 1910 tot 1923 was hij gouverneur van Barcelona. In 1923 was hij kortstondig minister in het laatste democratische kabinet vóór de staatsgreep van Miguel Primo de Rivera, die in september van dat jaar de macht overnam.
In 1934 werd Portela Valladares door premier Alejandro Lerroux tot minister van Binnenlandse Zaken benoemd. De conservatieve Portela kreeg de opdracht om een socialistische revolutie te voorkomen. Na de val van de regering-Lerroux benoemde president Niceto Alcala Zamora Portela tot interim-minister-president. Generaal Francisco Franco en enkele andere generaals trachtten Portela ervan te overtuigen dat hij de noodtoestand moest afkondigen en de linkse partijen verbieden. Portela durfde dit niet aan, waarna er in februari 1936 verkiezingen werden gehouden die gewonnen werden door het linkse Volksfront, waarna hij als premier werd vervangen door Manuel Azaña.
Na het uitbreken van de Spaanse Burgeroorlog bood hij zijn diensten aan aan generaal Francisco Franco (1937), die daar echter niet op inging. Manuel Portela Valladares was grootmeester van een vrijmetselaarsloge.
Hij overleed in 1952.
- Biblioteca Nacional de España: XX823462
- Bibliothèque nationale de France: cb178092278 (data)
- Catàleg d'autoritats de noms i títols de Catalunya: 981058617022006706
- Gemeinsame Normdatei: 118860348
- International Standard Name Identifier: 0000 0000 8144 9184
- Library of Congress Control Number: n88234167
- Système universitaire de documentation: 110109066
- Virtual International Authority File: 64805020
- WorldCat: E39PBJbGXgvWT38PQvCTqvqWjC